# Jean Jaurès

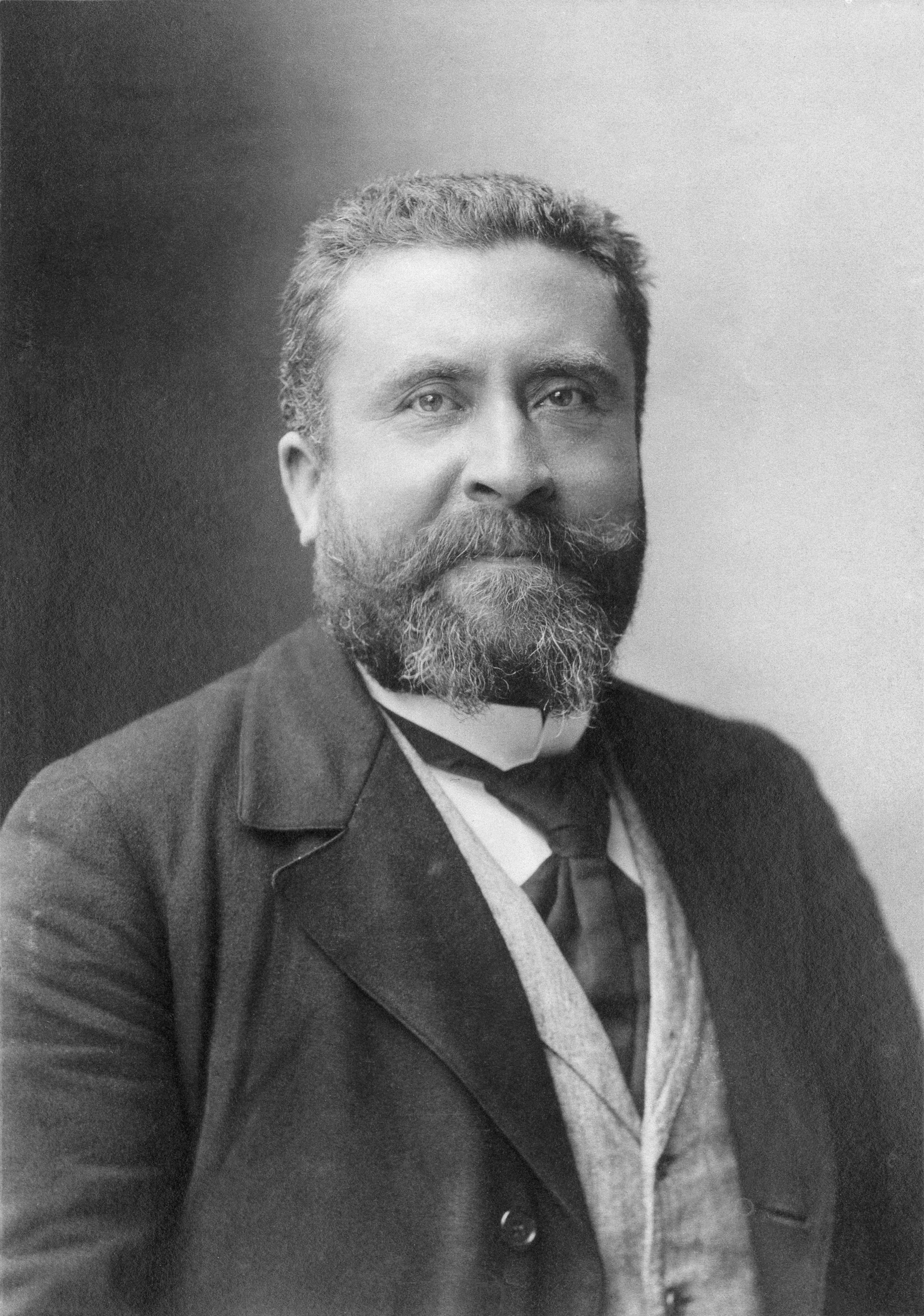
Jean Jaurès (1904)

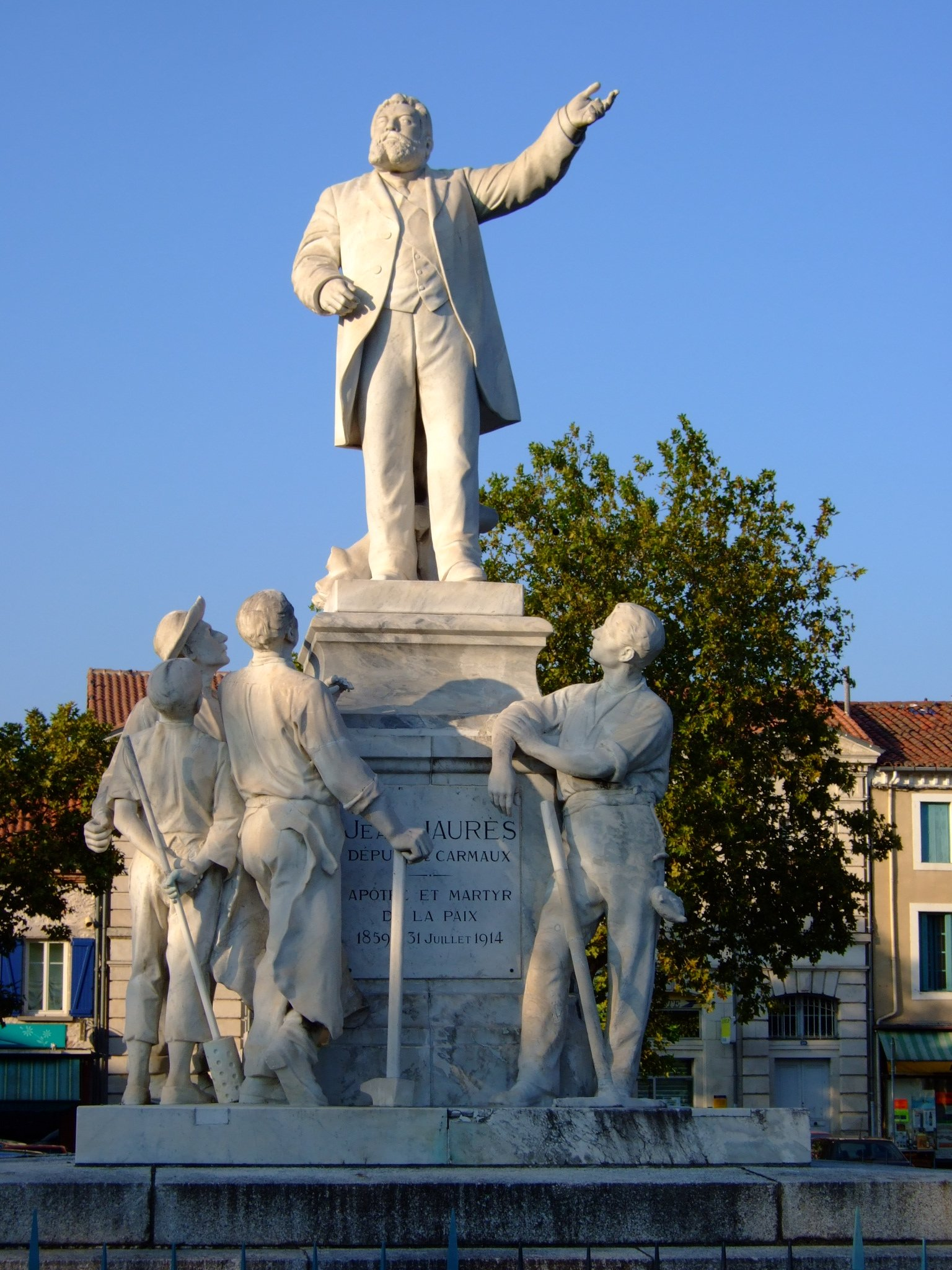
Denkmal für Jean Jaurès in Carmaux von 1923

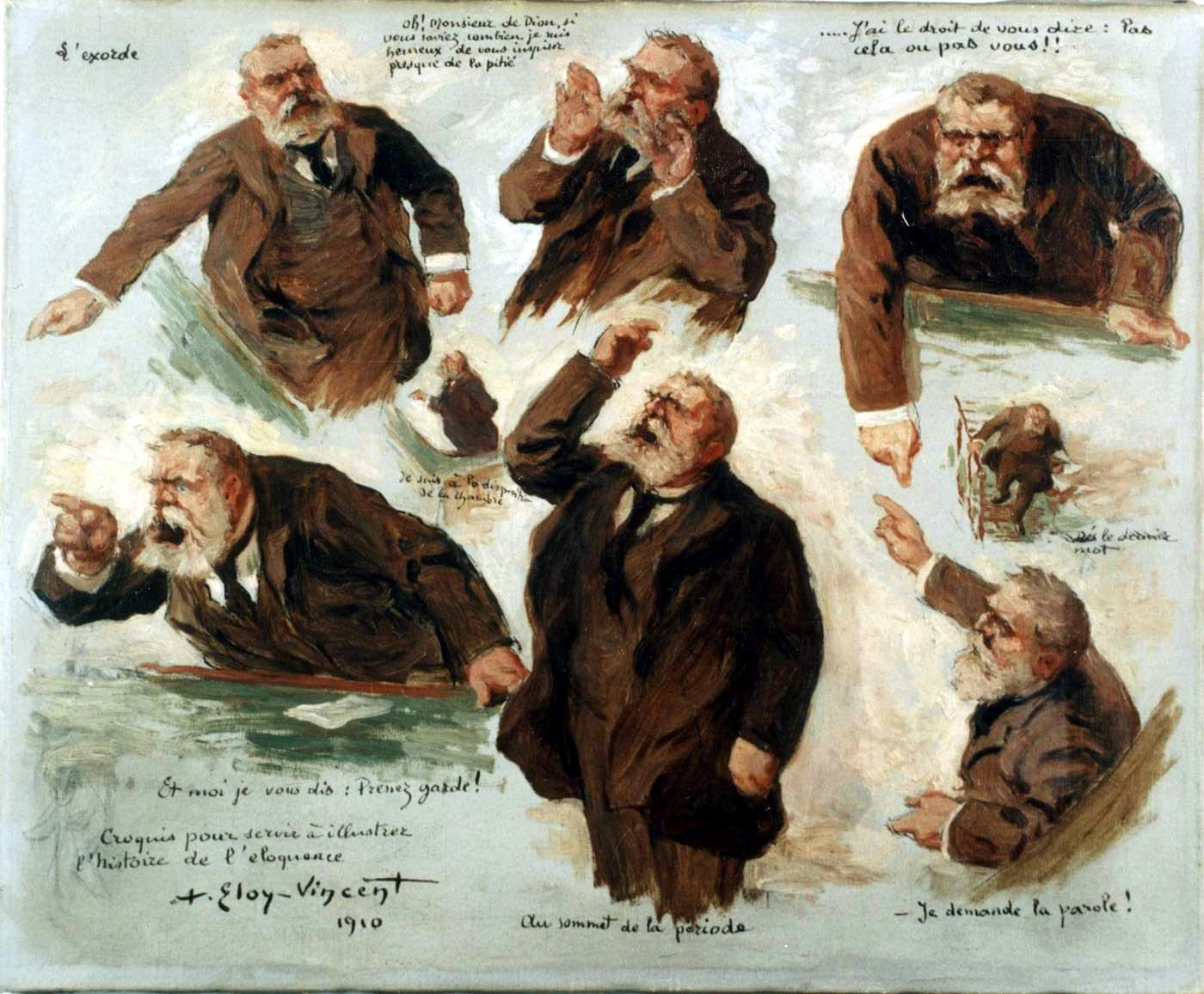
Albert Eloy-Vincent: Jean Jaurès 1910, Musée Jean Jaurès. Die Skizze ist keine Karikatur, sondern soll die Wortgewalt des Redners Jean Jaurès in verschiedenen Rednerposen für Histoire de l’éloquence einfangen.

Jean Jaurès [ʒɑ̃ ʒoˈʁɛs] (* 3. September 1859 in Castres, Département Tarn; † 31. Juli 1914 in Paris) war ein französischer Historiker und sozialistischer Politiker und in seinem Heimatland einer der bekanntesten Vertreter des Reformsozialismus am Ende des 19. und Anfang des 20. Jahrhunderts. Er wurde am 31. Juli 1914, unmittelbar vor Beginn des Ersten Weltkriegs, von einem französischen Nationalisten ermordet.

## Leben und Werk
Jean Jaurès, der Sohn eines bürgerlichen Textilhändlers, schlug eine akademische Laufbahn ein. Er besuchte das Collège Sainte-Barbe und das bekannte Pariser Gymnasium Lycée Louis-le-Grand, darauf studierte an der École normale supérieure in Paris. Bei verschiedenen Auswahlverfahren gehörte er zu den Landesbesten seines Jahrgangs, so erlangte er 1881 die drittbeste Bewertung in Philosophie. Nach seiner Ausbildung kam er in seine Heimatgegend zurück, wo er anfangs Philosophielehrer am Lycée in Albi war und kurz darauf 1883 als Dozent für Philosophie an die Universität in Toulouse berufen wurde.
Ab 1885 engagierte er sich in der Politik. Er wurde am 4. Oktober 1885 mit 50,9 % der Stimmen per Listenwahl für das gemäßigte republikanische Lager im Département Tarn mit 26 Jahren als deren jüngster Abgeordneter in die Nationalversammlung gewählt. Am 29. Juni 1886 heiratete er Louise Bois. Nach gescheiterter Wiederwahl im Wahlkreis Castres am 22. September 1889, wo er 47,8 % der Stimmen erhielt, nahm er wieder seine Lehrtätigkeit in Toulouse auf, arbeitete bei der Zeitung La Dépêche du Midi, später beim Midi Socialiste mit und widmete sich der Lokalpolitik, wo er sich langsam immer stärker dem sozialistischen Lager zuwandte. 1892 promovierte er mit De la réalité du monde sensible (thèse principale) und Des fondaments du socialisme allemand chez Luther, Kant, Fichte et Hegel (thèse secondaire, lateinisch). Inzwischen war er Vater von zwei Kindern, Madeleine (1889–1951), deren Erstkommunion 1901 politisch ausgeschlachtet wurde, und Louis, geboren 1898. Louis Jaurès sollte am 3. Juni 1918 in der Marneschlacht sterben.
Am 27. Juli 1890 wurde Jaurès in einer Teilerneuerungswahl zum Gemeinderat in Toulouse gewählt. In diesem Amt war er bis im Januar 1893 stellvertretender Leiter der städtischen Schulen. Am 1. Mai 1891 ereignete sich die Fusillade de Fourmies, bei der Soldaten in Nordfrankreich auf eine friedliche Erster-Mai-Kundgebung schossen und dabei neun Personen töteten und 35 verletzten. Ein persönliches Ereignis für seine Hinwendung zum Sozialismus ab 1892 war sein Einsatz für die streikenden Minenarbeiter von Carmaux, gegen die 1500 Soldaten mobilisiert worden waren. Unter dem Druck des Streiks und der von Jaurès hergestellten Öffentlichkeit entschied die zum Schiedsrichter bestellte Regierung im Streit zugunsten der Arbeiter. Der Marquis de Solages, Eigentümer der Mine und zugleich Abgeordneter in der Nationalversammlung, trat von seinem politischen Amt zurück. In der sogleich abgehaltenen Ersatzwahl konnte Jaurès das Amt am 22. Januar 1893 im zweiten Wahlgang mit 52,1 % der Stimmen erlangen. Am 20. August 1893 kandidierte Jaurès erneut in Carmaux und erhielt im ersten Wahlgang 59,3 % der Stimmen. Er zog mit rund 50 gewählten Sozialisten in die Nationalversammlung ein. 1895 hielt er mit Paul Lafargue eine Konferenz mit dem Titel Idéalisme et matérialisme dans la conception de l’Histoire ab. Am 26. Juli 1896 nahm er am Sozialistenkongress in London teil.
Bis 1914 war er mit vierjähriger Unterbrechung linksrepublikanischer Abgeordneter. Am 8. Mai 1898 unterlag Jaurès in der Erneuerungswahl dem Marquis de Solages und erhielt nur 45, 1 % der Stimmen. Darauf wurde er Leitartikler und mit Alfred Léon Gérault-Richard Codirecteur der Zeitung La Petite République. Am 27. April 1902 wurde er in Carmaux mit 51,5 % der Stimmen erneut ins Parlament gewählt. Am 6. Mai 1906 gelang ihm die Wiederwahl in Carmaux mit 51,1 % der Stimmen.
Am 22. Juni 1899 folgte die Bildung der Regierung der republikanischen Verteidigung unter Pierre Waldeck-Rousseau, der neben Alexandre Millerand als erster Sozialist auch Jaurès beitrat. Er galt als glänzender Redner mit rhetorischem Geschick. Unter anderem forderte er während der Dreyfus-Affäre im Sammelband Les Preuves (5. Oktober 1898) die Revision des Falls und wurde im zweiten Prozess im August–September 1899 in Rennes angehört. Mit Jules Guesde hielt er im Oktober 1900 in Lille die Konferenz Les deux méthodes ab. Währenddessen war Jaurès auch mit akademischen Studien beschäftigt, darunter einer 1901 veröffentlichten, für eine französische Sichtweise bemerkenswert neutralen, aber heute fast unbekannten Analyse der Gründe des Deutsch-Französischen Krieges von 1870–1871 (s. u., #Werke).
1902 gehörte Jaurès zu den Mitgründern der Französischen Sozialistischen Partei (Parti socialiste français – nicht zu verwechseln mit der Parti socialiste de France unter der Leitung von Jules Guesde, mit der sie sich 1905 zur Section française de l’Internationale ouvrière (SFIO) zusammenschloss). Zusammen mit dem späteren Minister und Ministerpräsidenten Aristide Briand gründete er am 18. April 1904 deren Parteizeitung L’Humanité und leitete sie bis zu seinem Tod. Sie wurde später zum Sprachrohr des Parti communiste français. Im August 1904 sprach Jaurès vor dem Sozialistenkongress in Amsterdam.
1905 wurde Jaurès Präsident der von ihm, Jules Guesde und Édouard Vaillant wesentlich geprägten Vereinigung sozialistischer Gruppen in der Section française de l’Internationale ouvrière (SFIO). Seine Vorstellung vom Sozialismus, die auf einer humanistischen Grundlage beruhte und eine Veränderung der Gesellschaftsordnung auf parlamentarisch-demokratischem Wege anstrebte, brachte ihn in Konflikt mit dem revolutionären marxistischen Flügel der SFIO. Das Programm der SFIO war ein Kompromiss verschiedener Strömungen und enthielt sowohl marxistische Ideen und ein Bekenntnis zum Klassenkampf als auch reformerische Ziele. Am 3. Mai 1910 gelang ihm die Wiederwahl mit 52,4 % der Stimmen. Am 14. November 1910 legte er einen Gesetzesentwurf zur Armee vor. 1911 reiste er nach Argentinien, um für seine Ideen zu werben, was dort eine nachhaltige Wirkung hatte. Im November 1912 sprach er in Basel am Kongress der Internationale und im Basler Münster gegen den Krieg. Die Wiederwahl vom 26. April 1914 glückte ihm mit 58,4 % der Wählerstimmen, die SFIO erreichte in der Nationalversammlung nun ganze 103 Mandate.
Als einer der profiliertesten Verfechter des Reformsozialismus auf humanistisch-pazifistischer Grundlage setzte sich Jaurès am Vorabend des Ersten Weltkrieges leidenschaftlich für die Sache des Pazifismus und gegen den drohenden Krieg ein. Bei Friedensdemonstrationen und im Parlament trat er für eine politische Verständigung mit Deutschland ein. Dafür war er bei der politischen Rechten verhasst. Sein Denken wurde von so unterschiedlichen Personen wie Pierre J. Proudhon, Auguste Blanqui, Karl Marx, Henri de Saint-Simon, Auguste Comte, Immanuel Kant, Johann Gottlieb Fichte, Ferdinand Lassalle, Leo Tolstoi oder Pjotr Alexejewitsch Kropotkin geprägt.
Unmittelbar vor Beginn des Ersten Weltkriegs wurde Jean Jaurès am 31. Juli 1914 im Pariser Café du Croissant bei einem Attentat von dem französischen Nationalisten Raoul Villain ermordet. Die Presse reagierte mit Entrüstung auf die Tat, mit Ausnahme einiger rechtsextremer Blätter. Es fanden Demonstrationen statt, die den Mord anprangerten. So versammelten sich rund 5000 aufgebrachte Menschen am Sitz der Zeitung L’Humanité.
Nach dem siegreichen Krieg und entsprechend langer Untersuchungshaft wurde der Mörder am 29. März 1919 von der Cour d’assises de la Seine (Geschworenengericht) freigesprochen. Zudem wurden die Kosten der Witwe Jaurès’ aufgebürdet. Am 23. Dezember 1924 wurden Jaurès’ sterbliche Überreste unter der Anteilnahme Tausender von seiner ursprünglichen Grabstätte in die nationale Ruhmeshalle Panthéon überführt.

## Werke (Auswahl)
- Die idealistische Geschichtsauffassung. Diskussion zwischen Jean Jaurès und Paul Lafargue, gehalten im Quartier-Latin in einer öffentlichen, von der Gruppe kollektivistischer Pariser Studenten einberufenen Versammlung. Vortrag. In: Die neue Zeit. Revue des geistigen und öffentlichen Lebens. 13.1894–95, 2. Band (1895), Heft 44, S. 545–557 fes.de
- Die Einigung der französischen Sozialisten. In: Socialistische Monatshefte. 3 = 5 (1899), Heft 1, S. 3–9.
- Histoire socialiste de la Révolution française. Rouff, Paris 1901–1902.
- La guerre franco-allemande (1870–1871) (Der französisch-deutsche Krieg 1870–1871). In: Histoire socialiste ..., Band 11, J. Rouff, Paris 1901. 496 Seiten. gallica.bnf.fr (bislang nicht auf Deutsch).
- Aus Theorie und Praxis. Socialistische Studien. Verlag der Socialistischen Monatshefte, Berlin 1902; Textarchiv – Internet Archive.
- Einbildung oder Wirklichkeit? In: Socialistische Monatshefte. 6 = 8 (1902), Heft 3, S. 163–167; fes.de
- Discours parlementaires. É. Cornély & Cie, Paris 1904.
- Die neue Armee. Eugen Diederichs, Jena 1913.

## Rezeption

### Gedenken
Am 7. Juni 1916 wurde die Société des amis de Jaurès gegründet. Der expressionistische Autor Walter Hasenclever, geboren in Aachen, schrieb zwei Gedichte auf Jaurès: Jaurès Tod und Jaurès Auferstehung, die 1916 veröffentlicht und auch in Frankreich rezipiert wurden.
Kurz nach dem Mord an Jean Jaurès am 31. Juli 1914 erschien das Gedicht Jaurès zum Gedenken an ihn. Das Gedicht vom Arbeiterdichter Rudolf Lavant erschien in der Leipziger Volkszeitung am 5. August 1914. Die Todesanzeige und ein Nachruf sind am 1. August 1914 ebenfalls in der Leipziger Volkszeitung erschienen.
In seinem Geburtshaus in Castres gibt es seit 1954 ein Museum.
Im Gedenken an Jaurès, an seinen entschlossenen Einsatz für den Frieden und an die Verheerungen des Ersten Weltkrieges haben sehr viele Kommunen in Frankreich Straßen und Plätze nach ihm benannt. Kurz nach dem Ausbruch des Ersten Weltkriegs wurden 1914 die Avenue d’Allemagne in Paris in Avenue Jean Jaurès und die nahe Métrostation Rue d’Allemagne in Jaurès umbenannt. 1980 wurde im Pariser Vorort Boulogne-Billancourt eine weitere Station (Boulogne – Jean Jaurès) der Pariser Metro eröffnet, die seinen Namen trägt. Auch in Lille und Toulouse tragen U-Bahn-Stationen seinen Namen. Die Université Toulouse II ist seit 2014 nach ihm benannt.
In Berlin bekam ein Abschnitt der im Ortsteil Waidmannslust des Bezirks Reinickendorf liegenden Cyclopstraße am 1. November 1987 den Namen Jean-Jaurès-Straße. Mitte 2014 wurde in Neuenburg am Rhein eine entsprechende Benennung diskutiert.
In Wien wurde 1919 die Jaurèsgasse und eine 1925–1926 errichtete kommunale Wohnhausanlage Jean-Jaurès-Hof benannt.
Jacques Brel widmete ihm ein Chanson mit dem Titel Jaurès (1977). Die Sozialistische Partei Frankreichs ehrte ihn, indem sie ihrer politischen Stiftung den Namen „Fondation Jean-Jaurès“ gab.
Die deutsche Autorin kroatischer Abstammung Marica Bodrožić widmet Jean Jaurès ein Prosagedicht mit dem Anfang „HÖRT MIR ZU, ich werde euch die Wahrheit sagen, schrie er, und die Wahrheit war, dass er dafür sein Leben lassen wollte.“ (Marica Bodrožić: Lichtorgeln. Gedichte, Salzburg-Wien, Otto Müller 2008, S. 103).
2014 erinnerte das französische Nationalarchiv durch eine Ausstellung im Hôtel de Soubise an Jaurès. Am 31. Juli 2014 gedachte der französische Staatspräsident François Hollande gemeinsam mit dem deutschen SPD-Vorsitzenden Sigmar Gabriel des Ermordeten.

### Filme
- Jean Jaurès. Die Flamme des Sozialismus; Frankreich 2013, gesendet auf Arte am 8. Juli 2014